# 中島久万吉
中島 久万吉（なかじま くまきち、1873年〈明治6年〉7月24日 - 1960年〈昭和35年〉4月25日）は、日本の政治家、実業家、男爵。内閣総理大臣秘書官、古河電気工業社長、商工大臣、東京地下鉄道社長、国際電信電話会長、文化放送会長等を歴任した。

## 生涯
父の中島信行は土佐藩を脱藩した尊王の志士で、海援隊に入るなど国事に奔走した。明治政府の高官の道を歩むが、下野し、自由民権運動に参加、自由党副総理となる。初代衆議院議長、イタリア公使を務めた。その勲功により男爵となる。そのため、長男の久万吉も男爵を襲爵する。実母はつは、陸奥宗光の妹で、3人の幼い息子を残して逝去した。継母の岸田俊子は、女流の民権活動家・文学者として知られる。妻の八千子は岩倉具経子爵の娘で、岩倉具光は義弟。北青山に約1200坪の本邸を構え、隣に田中義一本邸、向かいに川村景明邸があった。
1894年（明治17年）に、11歳で慶應義塾幼稚舎に入学。明治学院では島崎藤村と同窓で、文学雑誌『菫草』を主宰し、島崎が文学者になる道を開く。高度な英語力を養い、深いキリスト教的霊性を受けた。その後、慶應義塾本科（現・慶應義塾大学）に復学するも、勉学よりも遊びに身が入り除籍処分となる。土佐に帰郷後、再度上京して高等商業学校（現・一橋大学）に入り、1897年（明治30年）に本科を卒業した。東京株式取引所理事長大江卓秘書役、三井物産専務理事益田孝秘書役、京釜鉄道線路調査委員などを経て、内閣総理大臣秘書官を長く務めた。男爵議員として貴族院議員を長く務め、公正会の領袖となる。大正3年には博愛生命保険の社長に就任。
古河コンツェルン入りし、古河系企業の多角化を推し進め、古河電気工業や横浜護謨を設立させた。財閥外でも日本工業倶楽部の設立に関わるなど、財界人として独自の地歩を歩む。戦後、日本貿易会会長。GHQの政策に多くの提言を行った。日本青年連盟会長、日本外政学会会長。日本工業倶楽部評議会会長。如水会理事。
俳句・漢詩、水泳・野球や登山を趣味とした。
1934年（昭和9年）2月9日、製鉄合同問題、台湾銀行所有株券譲渡問題（後に帝人事件に発展）、加えていわゆる「足利尊氏論」（後述）による糾弾を受け、齋藤内閣の商工大臣を辞任した。また同年、帝人事件に連座して起訴されたが、後に無罪が確定した（帝人事件では被告人全員が無罪となり、裁判長から「証拠不十分の無罪ではなく全く犯罪の事実が存在しない」とのコメントがあったため、事件そのものが捏造と解されている）。墓所は谷中霊園寛永寺墓地。
1960年（昭和35年）、死亡叙勲により勲一等旭日大綬章。

## 足利尊氏論
1921年（大正10年）、中島は、清見寺（静岡県静岡市清水区）にある足利尊氏自作の尊氏木造を拝観し、その感想文を俳句同人雑誌『倦鳥』に投稿した。当時、皇国史観に基づき、後醍醐天皇に背いた足利尊氏は謀反人と断定されていたが、中島は尊氏と足利時代（室町時代）を再評価すべき旨、その感想文に記していた。
その記事が掲載されてから13年後の1934年（昭和9年）、中島の感想文が雑誌『現代』2月号に転載される。同年2月3日の衆議院予算総会において、栗原彦三郎議員（野党・国民同盟所属）が、この転載記事を利用して、逆賊たる尊氏を評価するような者が大臣の職にあることは「日本の教育行政にとって望ましくない」と政府の教育行政を批判した。この場は、中島が転載を知らなかったと釈明し、陳謝して収まった。
しかし、軍部出身議員や右派議員を多く擁していた貴族院において、尊氏論は再燃する。これら、軍部出身議員や右派議員は、斎藤内閣の軍縮姿勢と中島が主導した政友会・民政党の連携による軍部抑制策に不満を持っており、政府攻撃の隙を窺っていたからである。尊氏論は、その格好の攻撃材料となった。
中島攻撃を主導したのは、菊池武夫・貴族院議員（予備役陸軍中将、男爵、南朝の功臣菊池氏の子孫）である。菊池は、逆賊尊氏を礼賛することは輔弼にあたる大臣の任に堪えないとして、斎藤首相に「しかるべき措置」を取るべきと、中島の商工大臣罷免を迫った。斎藤首相は、すでに中島の陳謝により決着済みであり、議論は場違いであることを指摘した。この答弁に不満を述べた三室戸敬光・議員（子爵）は、さらに中島の爵位辞退をも要求し、斎藤の政治責任を追及した。
議会の内外でも右翼の執拗な攻撃が続き、宮内省にも批判の投書が殺到したため、中島は商工大臣を辞任せざるを得なくなった（爵位は辞退せず）。この足利尊氏論に関わる一連の顛末は、政治に対する軍部の介入と右翼の台頭に勢いを与え、翌年の天皇機関説事件の要因ともなる。

## 略歴
- 1873年（明治6年）　横浜で出生[3]
- 1884年（明治17年）頃　慶應義塾幼稚舎入学[3]
- 1886年（明治19年）頃　東京一致英和学校予備門入学、耕余塾在籍[3]
- 1887年（明治20年）　明治学院普通学部本科入学（第一期、同期に島崎藤村ら）[3]
- 1890年（明治23年）頃　明治学院中退[3]
- 1891年（明治24年）頃　慶應義塾本科（現・慶應義塾大学）除籍
- 1892年（明治25年） 高等商業学校予備門進学[3]、高等商業学校（現・一橋大学）予科入学[3]
- 1894年（明治27年）　高等商業学校本科入学
- 1897年（明治30年） 高等商業学校本科卒業、東京株式取引所入社（大江卓秘書役）[9]
- 1899年（明治32年）　三井物産入社（益田孝秘書役）、男爵受爵[3]
- 1900年（明治33年）　京釜鉄道調査員[9][3]
- 1901年（明治34年）　第1次桂内閣内閣総理大臣秘書官[9]
- 1904年（明治37年）　7月10日 - 貴族院男爵議員[10]（ - 1911年7月9日[1]）
- 1906年（明治39年）　第1次西園寺内閣内閣総理大臣秘書官[3]
- 1908年（明治41年）　横濱電線製造常務[9]、天竜運輸取締役[11]
- 1911年（明治44年）　横濱電線製造社長[9]
- 1917年（大正6年）　横濱電線製造会長[9]、橫濱護謨製造会長、古河合名理事、日本工業倶楽部設立、同専務理事[3]
- 1918年（大正7年）　学校法人城西学園創立（現：城西大学附属城西中学校・高等学校、城西放射線専門学校）
- 1919年（大正8年）　1月18日 - 貴族院議員[9][12]、日本運送社長[13]
- 1920年（大正9年）　古河電気工業、横浜護謨工業、富士電機等の古河コンツェルンを創立、古河電気工業社長[9][3]
- 1923年（大正12年）　国際運送会長[14]
- 1926年（大正15年）　国際運送会長、合同運送社長[15]
- 1927年（昭和2年）　池上電気鉄道社長[16]
- 1931年（昭和6年）　秩父セメント取締役[17]
- 1932年（昭和7年）　商工大臣（斎藤実内閣）[9]
- 1933年（昭和8年）   新潟市で開催された第9回全国菓子飴大品評会の名誉総裁を引き受けた[18]。
- 1934年（昭和9年）　足利尊氏論で商工大臣辞任[3]
- 1934年（昭和9年）　帝人事件にて起訴、収監[3]
- 1937年（昭和12年）　同無罪判決[3]
- 1939年（昭和14年）　7月9日 - 貴族院議員任期満了[1]
- 1940年（昭和15年）　東京地下鉄道社長[9]
- 1947年（昭和22年）　日本貿易会会長[9]
- 1952年（昭和27年）　明治天皇御生誕百年記念国民大会委員長[9]
- 1953年（昭和28年）　国際電信電話会長[9]、明治学院大学名誉学長、日本外政学会会長[3]
- 1955年（昭和30年）　文化放送会長[3]
- 1960年（昭和35年）　葉山町の自宅にて老衰のため死去[3]

## 栄典
位階
- 1902年（明治35年）12月20日 - 正五位[19]
- 1918年（大正7年）1月10日 - 正四位[20]
- 1927年（昭和2年）1月15日 - 従三位[21]

勲章
- 1906年（明治39年）4月1日 - 明治三十七八年従軍記章[22]

## 著書
- 『政界財界五十年』　ISBN 4-944069-31-6 C0234　発行所 まつ出版
- 『碧巌録講話』（素修会　1945年）